# Старобабанівська виправна колонія № 92
Старобабанівська виправна колонія  — чоловіча виправна колонія суворого режиму №92 управління Державної пенітенціарної служби України у Черкаській області.

## Історія колонії
Заснована 29 червня 1962 року. При колонії ще в радянські часи будувалися будинки для офіцерського складу та обслуговчого персоналу.

## Сучасний стан
В залежності від періоду утримується до двох тисяч засуджених. 
Установа спеціалізується на виготовленні архітектурно-будівельних виробів з сірого середньозернистого граніту, який видобувається у власному кар'єрі.  
Підприємство колонії постачає гранітні вироби під замовлення для виготовлення меморіалів, постаментів пам'ятників, облаштування площ. Зокрема, серед об'єктів підприємства зазначаються  храм Христа спасителя в Москві, набережні в Москві, Санкт-Петербурзі, Волгограді, Києві. Підприємство виготовляє вироби для державної програми «Золота підкова Черкащини» та інших. 
На даний час її очолює полковник внутрішньої служби Чорнописький Валентин Анатолійович.

## Адреса
20330, с. Старі Бабани Уманського району Черкаської області